# كميمة
كَمِيْمَة (الاسم العلمي: Caecum)، جنس حيوانات بحرية من الرخويات وبطنيات القدم وفصيلة الكميميات أو القواقع العمياء. أنواعه عديدة منتشرة في جميع بحار العالم الدافئة والمعتدلة.